# Central térmica de Arrúbal
La central térmica de Arrúbal es una central termoeléctrica de ciclo combinado situada en el término municipal de Arrúbal (La Rioja). Su combustible es el gas natural.
Cuenta con una potencia instalada de 2 grupos de 400 MWe cada uno.
Su construcción por parte de Gas Natural le fue encargada a Siemens, y terminó en septiembre de 2005. Su construcción costó 360 millones de euros. En 2011, Gas Natural cerró la venta de la central a la estadounidense ContourGlobal por 313 millones de euros.

## Propiedad
La central de Arrúbal está participada por:
- ContourGlobal 100 %